# Джек Алексі
Джек Алексі (19 січня 2003 , Моррістаун, Нью-Джерсі ) — американський плавець, чемпіон світу, багаторазовий призер чемпіонатів світу.